# Марк Порций Лека (сенатор)
Марк По́рций Ле́ка (лат. Marcus Porcius Laeca; умер после 62 года до н. э.) — римский политический деятель из плебейского рода Порциев, сенатор. Участник заговора Катилины.

## Биография
Марк Порций принадлежал к незнатному плебейскому роду, происходившему из Тускулума в Лации. Он упоминается в сохранившихся источниках в связи с событиями 63 года до н. э. как сенатор и участник заговора Катилины. Луций Сергий Катилина, привлечённый к суду на основании Плавтиева закона (его обвиняли в подстрекательстве к восстанию и подготовке убийства магистрата) попросил Леку взять его на поруки, и тот согласился. Именно в доме Марка Порция в ночь на 7 ноября 63 года до н. э. прошло собрание участников заговора Катилины, на котором было решено поджечь Рим и ввести в него армию, состоящую из обездоленных земледельцев, гладиаторов и рабов. О дальнейшей судьбе Леки ничего не известно.